# Softlanding Linux System
Softlanding Linux System (SLS) był jedną z pierwszych dystrybucji Linuksa. Został stworzony w 1992 roku przez Petera MacDonalda. Nazwa dystrybucji pochodziła od nazwy jego firmy. SLS był pierwszą pełną dystrybucją zawierającą także oprogramowanie inne niż jądro i podstawowe narzędzia.
SLS prawie całkowicie zdominował rynek dystrybucji Linuksa do momentu, kiedy programiści pracujący nad nim nie ogłosili decyzji na temat zmiany formatu plików wykonywalnych z a.out na ELF. W tamtym czasie Patrick Volkerding zdecydował się na oczyszczenie kodu SLS i ukończoną pracę nazwał Slackware. Slackware szybko stał się dystrybucją dominującą na rynku.
Z podobnych powodów powstał projekt Debian zapoczątkowany przez Iana Murdocka.

## Oprogramowanie
Dystrybucja była rozprowadzana na piętnastu dyskietkach, na 10 znajdował się system podstawowy, a na reszcie X Window System.
Oprogramowanie, które wchodziło w skład podstawowego systemu to m.in.:
- Linux (jądro) (w SLS 1.03 kernel 0.99.11, w SLS 1.05 modularny kernel 1.0)
- kompilatory gcc i g++
- debuger gdb
- edytor tekstu emacs
- kermit
- arkusz kalkulacyjny sc
- strony manuala
- groff
- elvis
- elm, mail, uucp – narzędzia do obsługi poczty i transferu danych
- zip, zoo, lh

Oprogramowanie, które wchodziło w skład dyskietek z X Window System to m.in.:
- X Window System
- biblioteki programistyczne
- czcionki 75 dpi
- gry:
  - spider
  - tetris
  - xvier
  - chess
  - othello
  - xeyes

Dystrybucja po zainstalowaniu zajmowała około 27 megabajtów.